# میکائیل گیولزیان
میکائیل گیولزیان ( انگلیسی: Michael Gulezian؛ زادهٔ ۱۹۵۷) آهنگساز و نوازنده گیتار فینگراستایل ارمنی‌تبار اهل ایالات متحده آمریکا است. وی از سال ۱۹۷۹ میلادی تاکنون مشغول فعالیت بوده‌است.

## زندگی‌نامه
وی در ۱۹۵۷ در نیوآرک، نیوجرسی به دنیا آمد. آموزش نواختن گیتار آکوستیک را از سن شش سالگی شروع کرد. وی از دانشگاه آریزونا فارغ‌التحصیل گشت. .